# Vorner
Vorner ist ein Einödhof und Ortsteil der Gemeinde Oberneukirchen im oberbayerischen Landkreis Mühldorf.

## Lage
Vorner liegt knapp zwei Kilometer südwestlich von Oberneukirchen.

## Geschichte
Auf dem Einödhof Vorner wurde bereits 1932 im Hausbrunnen eine elektrische, automatische Kolbenpumpe mit Druckkessel eingebaut, während im übrigen Oberneukirchen der Einbau elektrischer Wasserpumpen erst im Jahr 1960 zum Abschluss gekommen war.

## Nutzung
Auf dem Vierseithof in Vorner existiert eine Ferkelzucht.